# My Dilemma
«My Dilemma» es una canción interpretada por la banda estadounidense Selena Gomez & the Scene, e incluida en su tercer álbum de estudio, When the Sun Goes Down. Fue escrita y producida por Antonina Armato, Tim James y Devrim Karaoglu. Musicalmente «My Dilemma» es una canción pop rock, influenciada por el dance pop y teen pop. La canción recibió críticas polarizadas por parte de los críticos de música contemporánea. Por otro lado, ha sido interpretado únicamente la canción en la gira We Own the Night Tour.

## Antecedentes y composición

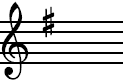
Compuesta a manera de canción pop, «My Dilemma» tiene una tonalidad de sol mayor.

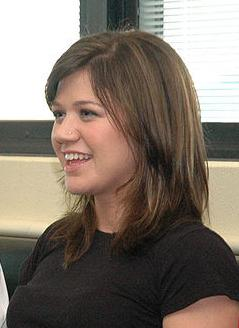
En la imagen Kelly Clarkson, quien de acuerdo con Gomez, fue la principal influencia en «My Dilemma».

«My Dilemma» fue escrita por Devrim Karaoglu, Antonina Armato y Tim James, mientras que fue producida por Rock Mafia, unión formada por Armato y James.
Según la vocalista de la banda, Selena Gomez, es una canción «tipo rock al estilo de Kelly Clarkson». En un análisis del álbum hecho por Billboard y la cantante de la banda, Gomez habló sobre cada canción del álbum. Cuando habló sobre «My Dilemma» la cantante comentó:

«Tienes que tener una canción de ruptura en el álbum [...] es una de esas canciones sobre un chico que te vuelve loco. Es una de esas canciones para cantar una y otra vez»
Selena Gomez

Kidzworld comentó que la canción «tiene que ver con la decisión de liberarse de una mala relación», además agregó que es un tema pop punk.

## My Dilemma 2.0
A finales de junio de 2012 Rock Mafia publicó un adelanto del remix de «My Dilemma». A finales de julio se confirmó que Flo Rida colaboraría en la canción mediante un mensaje en la cuenta de Twitter oficial de Rock Mafia en la que hacía mención al rapero, en el mensaje manifestaba:

THIS VERsE IS FIRE !!!!! [...] Hope the world gets to hear it !!!!! fngrscrossed #mydilemma 2.0 
¡¡¡¡¡Este verso es ardiente!!!!! [...] ¡¡¡¡¡Espero que el mundo lo oiga!!!!! dedoscruzados #mydilemma 2.0
Tweet de Rock Mafia

Sin embargo, tiempo después Rock Mafia informó que Hollywood Records no autorizó el lanzamiento de la canción. Más tarde, Rock Mafia comentó que «rogaría» a la discográfica el permiso de colocar el tema en su SoundCloud. El 6 de septiembre de 2012, Rock Mafia finalmente anunció que «My Dilemma 2.0» podría ser incluido en el próximo álbum de la banda. Finalmente, estuvo disponible sin la colaboración de Flo Rida en noviembre de 2014, en el álbum de grandes éxitos de Selena Gomez, For You. Días antes del 24 de noviembre, cuando se lanzó el álbum, el tema se filtró junto a una remezcla de «Forget Forever» y un tema nuevo, titulado «Do It».